# Équipe d'Algérie masculine de handball au Championnat d'Afrique 1985
Cet article relate le parcours de l'Équipe d'Algérie masculine de handball lors du Championnat d'Afrique 1985. La compétition s'est déroulée du 14 au 23 septembre 1985 à Luanda en Angola.

## Effectif
- Kamel Ouchia (GB)
- Kamel Maoudj (GB)
- Karim El-Maouhab (GB)
- Omar Azeb
- Mustapha Doballah
- Abdelkrim Bendjemil
- Zine Eddine Mohamed Seghir
- Abdeslam Benmaghsoula
- Fethnour Lacheheb
- Mouloud Mokhnache
- Nasreddine Besni
- Brahim Boudrali
- Kamel Akkeb
- Azeddine Bouzerar
- Hocine Ledra
- Makhlouf Aït Hocine

- Entraîneur : Mohamed Aziz Derouaz

## Résultats
- Poule A
  -  Algérie 15-11  Tunisie
  -  Algérie 25-15  Cameroun
  -  Algérie 23-21  Nigeria
  - L'Algérie termine première de sa poule avec 6 points.
- Demi-finale, samedi 21 septembre 1985
  -  Algérie 24-17  Égypte (mi-temps 12-9)
- Finale, lundi 23 septembre 1985, stade citadelade, Luanda, près de six mille spectateurs[2]
  -  Algérie 23-17  Tunisie
  - Arbitres : MM Mousse et Endoye (Sénégal)
  - Algérie : Kamel Ouchia (GB), Karim El-Mahouab (GB), Mustapha Doballah (1 but), Mouloud Meknache (1), Abdelkrim Bendjemil (5), Fethnour Lacheheb (1), Abdeslam Benmaghsoula (6), Zine Eddine Mohamed Seghir (5), Omar Azeb (2), Makhlouf Ait Hocine (2), Azeddine Bouzerar (1).  Entraineur : Mohamed Aziz Derouaz.
  - Tunisie : Yagouta, El-Gaid, Zouaghi (4), Khenissi (1), M'ssalli, Moatamri (2), Jmeicel (3), Mechmeche (1), Abadi Laribi (3), Seghir sahli (1), Boughetas (2), Nadji Khladi (). Entraîneur : Sayed Ayari.

L'Algérie remporte son 3e titre de champion d'Afrique et obtient à cette occasion sa qualification pour le championnat du monde 1986.